# Manuel Quiroga
Manuel Quiroga (Pontevedra, 15 aprile 1892 – Pontevedra, 19 aprile 1961) è stato un violinista spagnolo.

## Biografia
Manuel Quiroga Losada nacque a Pontevedra. Incoraggiato dalla sua famiglia, iniziò a studiare il violino con Benito Medal. Poi studiò al Conservatorio di Madrid con José del Hierro. Nel 1909 con l’obiettivo di recarsi a Berlino per studiare con Fritz Kreisler, fece tappa a Parigi. All’esame di ammissione al Conservatorio arrivò primo e decise di fermarsi lì. Continuò gli studi al Conservatorio con Édouard Nadaud e con Jules Boucherit. All’età di 19 anni terminò gli studi con un Premier prix e vinse il Prix Sarasate.
Nel frattempo a Parigi ebbe intensi contatti con i violinisti-compositori George Enescu, Eugène Ysaÿe e Fritz Kreisler, che ebbero su di lui un’influenza decisiva. Ysaÿe gli dedicò la Sonata op. 27 n. 6. Quiroga fu amico di Enrique Granados che scrisse la Sonata per violino e pianoforte (opera postuma) per e con l’aiuto di Quiroga.

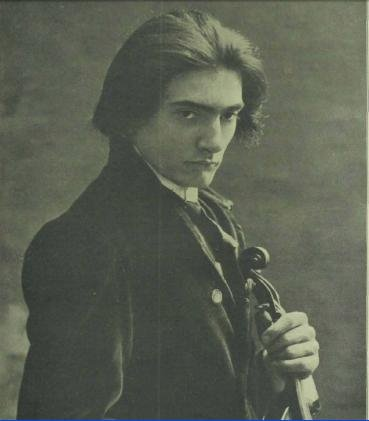
Manuel Quiroga nel 1911

Fu un concertista di successo; effettuò numerose tournée in Europa occidentale e negli Stati Uniti. Nel corso della sua carriera ebbe l’opportunità di fare alcune registrazioni su disco. Diversi compositori dedicarono brani a Quiroga: Eduardo Fabini, Joaquín Nin, Marcel Samuel-Rousseau, Édouard Nadaud, César Espejo, Roger Penou, Jacques Arnay. Tra il 1936 e il 1942 compose Seis Caprichos para violín solo, ma solo tre sono stati pubblicati . La sua carriera fu interrotta prematuramente; l’8 giugno 1937, all'età di 46 anni, subì un incidente a New York che gli impedì di suonare in pubblico.

## Selezione di composizioni
- Tres Caprichos (Trois Caprices pour violon seul), Paris, Salabert, 1939; Bruissement D’Ailes: Etude Caprice, pour deux violons, Paris, Salabert, 1941; Cadence pour le concerto de L. van Beethoven, op. 61, Paris, Salabert, 1941;  La jota, Danse aragonaise pour violon et piano (1925), Paris, Éditions L. Maillochon, 1925; Emigrantes Celtas; Rondalla; Zortzico; 1ª Guajira; 2ª Guajira; Habanera; Alborada; Jota nº 1; Terra à Nossa; Canto amoroso.